# Ducat de Franco
El ducat de Franco fou un títol nobiliari amb grandesa d'Espanya atorgat el 26 de novembre de 1975 pel rei Joan Carles I a favor de Carmen Franco y Polo en memòria del seu pare, el dictador Francisco Franco.
El ducat fou suprimit el 21 d'octubre de 2022 després de l'entrada en vigor de la Llei de Memòria Democràtica.

## Armes
En camp de porpra, una banda, d'or, engolada en dragants, del mateix metall, i acompanyada de dues columnes, la de sota surmontada d'una corona imperial i la llegenda «Plus», i la de dalt de la corona nacional i la llegenda «Ultra». L'escut col·locat sobre la Creu Llorejada de Sant Ferran.

## Ducs de Franco
|                           | Titular                   | Període                   |
| Creació per Joan Carles I | Creació per Joan Carles I | Creació per Joan Carles I |
| ------------------------- | ------------------------- | ------------------------- |
| I                         | Carmen Franco y Polo      | 1975-2017                 |
|                           | Vacant                    | -                         |

## Història dels ducs de Franco
- Carmen Franco i Polo, I duquessa de Franco (1975-2022), filla de Francisco Franco Bahamonde i María del Carmen Polo i Martínez-Valdés. Es casà amb Cristóbal Martínez-Bordiú, marquès de Villaverde.